# Condado de Floyd (Kentucky)
O Condado de Floyd é um dos 120 condados do estado americano de Kentucky. A sede do condado é Prestonsburg, e sua maior cidade é Prestonsburg. O condado possui uma área de 1 024 km² (dos quais 3 km² estão cobertos por água), uma população de 39 450 habitantes, e uma densidade populacional de 100.3 hab/milha² o 38.7 hab/km²; a populacão em 2019 foi estimada de 35,589, um decréscimo de 9.8% (segundo o censo nacional de 2010). O condado foi fundado em 1800.